# Terminus (anatomia)
In anatomia il terminus, dalla parola latina per termine, limite, è una stazione linfonodale che si trova alla base del collo, a livello delle fosse clavicolari. Considerato da alcuni (Monsterleet, Winiwarter, Vodder) come la stazione finale di tutto il circolo linfatico, il termine si trova citato soprattutto in pubblicazioni di linfologia e come importante punto di massaggio linfodrenante fisioterapico.

Secondo le parole di Gérard Monsterleet